# Transmeta
Transmeta fue un desarrollador de microchips estadounidense,con sede en Santa Clara, California fundada en 1995,su  principal mercado fue el diseño de microprocesadores compatibles con la arquitectura x86 los cuales prometían un consumo muy reducido y pequeño tamaño mediante un chip ASIC que realizaba emulacion x86 mediante su tecnología propietaria de Mutacion de Código. Actualmente se dedica a la venta de propiedad intelectual de dicha tecnología.
El producto principal de esta compañía fue la serie de microprocesadores Crusoe, aunque la compañía llegó a desarrollar otros productos.
Transmeta nunca llegó a poseer fabricación de semiconductores propia, por lo que la realizaba mediante la compañía Global Foundries, poco se sabe de sus procesos de realización, pero entre sus empleados más destacados llegó a figurar Linus Torvalds.